# Ganglios celíacos
Los ganglios celíacos (también llamados ganglios semilunares) son dos grandes masas de forma semilunar—borde inferior convexo y borde superior cóncavo—compuestas de tejido nervioso y ubicados en la parte superior del abdomen. Son los ganglios más grandes del sistema nervioso autónomo (SNA), formando parte de la subdivisión simpática del mismo e inervan la mayor parte del tracto digestivo. Se encuentran ubicados a ambos lados de la línea media de la crura diafragmática, cerca a las glándulas suprarrenales, uno a la derecha y el otro a la izquierda del tronco celíaco. El ganglio del lado derecho, que es el más pequeño de los dos, está situado justo por detrás de la vena cava inferior. Ambos ganglios celíacos están profusamente interconectados.

## Neurotransmisión
El ganglio celíaco es parte de la cadena simpática prevertebral que posee una gran variedad de receptores específicos y neurotransmisores como catecolaminas, neuropéptidos y óxido nítrico y constituye un centro de modulación en la vía de las fibras aferente y eferentes entre el sistema nervioso central y el ovario.
El principal neurotransmisor preganglionar del ganglio celíaco es la acetilcolina, sin embargo, el complejo mesentérico-ganglio celíaco también contiene receptores adrenérgicos α y β y es inervado por fibras de naturaleza adrenérgico que provienen de otros ganglios preaórticos.

## Trayecto
La parte superior de cada ganglio celíaco se continúa con el nervio esplácnico mayor, mientras que la parte inferior (que es la más cercana a la línea media), se fragmenta formando el ganglio aorticorenal, recibiendo al ramo terminal del nervio vago, el nervio esplácnico menor y emite la mayor parte del plexo renal. De su reborde convexo, que es el borde superior, cada ganglio celíaco emite numerosos filetes nerviosos que contribuyen a formar el plexo solar.

## Inervación
Estos ganglios contienen las neuronas cuyos axones postganglionares desmielinizadas inervan el estómago, hígado, vesícula biliar, bazo, riñón, intestino delgado y el colon transverso y ascendente. De manera directa inervan el la teca del ovario, células intersiticiales secundarias y ejercen una acción indirecta sobre las células luteínicas.

### Enlaces a ovario
Modificaciones sobre la actividad adrenérgica del ganglio celíaco resulta en una alteración de la capacidad del ovario de ratas preñadas para producir la progesterona, sugiriendo que el eje ganglio celíaco-ovario proporciona un vínculo directo entre el sistema nervioso autónomo y la fisiología de embarazo.[cita requerida] También se ha demostrado que las modificaciones en la entrada del colinérgica en el ganglio celíaco también conllevan, a través del nervio ovárico superior, a modificaciones en el esteroidogenesis del ovario.[cita requerida] La mayoría de las fibras del nervio ovárico superior provienen de las neuronas simpáticas postganglionares del ganglio celíaco.